# 南加州都会铁路
南加州都会铁道（Metrolink），又译：南加州通勤铁路，大都會通勤鐵路，或南加州城铁（标识：SCAX）是一个为南加州洛杉矶及周边地区提供通勤铁路服务的系统，目前该系统有7条线路以及55个火车站，系统总长度为512英里（824）。
成立于1991年的南加州地区铁路管理局（Southern California Regional Rail Authority（SCRRA））很快推出品牌名「Metrolink」并于1992年开始运作该系统。
该系统服务多个南加州地区包括洛杉矶县、圣地亚哥县、橙县、河滨县、圣贝纳迪诺县和文图拉县，並和洛杉磯捷運，聖迭戈海岸捷運，聖迭戈北縣捷運，美鐵太平洋衝浪者號，海岸星光號，西南酋長號和日落特快接駁。

## 线路
南加州都會鐵道主要服務於洛杉磯市及周圍郊縣，此外還在某些重要地區設有停站，如洛杉磯市區，卜合機場，洛杉磯加利福尼亞州立大學，安那罕天使球場，以及聖克萊門特碼頭。此外還在特殊日子開行通往波莫納洛杉磯縣集市，文圖拉縣集市和汽車俱樂部賽車場的特別列車。
通常情況下，早晚高峰時列車客流量最大。通常早5點至9點，晚3點至9點列車發車密度較大。
| 线路名称         | 系统编号 | 起訖站                          | 运营时间   | 路线走向                                                                            |
| ---------------- | -------- | ------------------------------- | ---------- | ----------------------------------------------------------------------------------- |
| 91／佩里斯谷線   | 700      | 洛杉矶联合车站 里弗赛德         | 周一至周五 | 从联合车站往东南方向，然后向东沿滨江高速公路最后往东北到里弗赛德                    |
| 羚羊谷线         | 200      | 洛杉矶联合车站 兰开斯特站       | 每日       | 从联合车站往西北行驶到大约到5号州际公路然后向东北于14号国道平行，最终到兰开斯特站。 |
| 内陆帝国－橙县线 | 800      | 圣贝纳迪诺站 欧申赛德运输中心   | 每日       | 该线由圣贝纳迪诺向西南行使到橙市后往东南行驶到欧申赛德。                            |
| 橙县线           | 600      | 洛杉矶联合车站 欧申赛德运输中心 | 每日       | 由洛杉矶联向东南行使，途经橙市等地最后到达欧申赛德。                                |
| 河滨线           | 400      | 洛杉矶联合车站 里弗赛德         | 周一至周五 | 由洛杉矶向东南行驶到里弗赛德。                                                      |
| 圣贝纳迪诺线     | 300      | 洛杉矶联合车站 圣贝纳迪诺站     | 每日       | 由洛杉矶向东行驶至圣贝纳迪诺。                                                      |
| 文图拉县线       | 100 900  | 洛杉矶联合车站 东文图拉站       | 周一至周五 | 由洛杉矶向西北行驶至东文图拉站                                                      |

## 票價

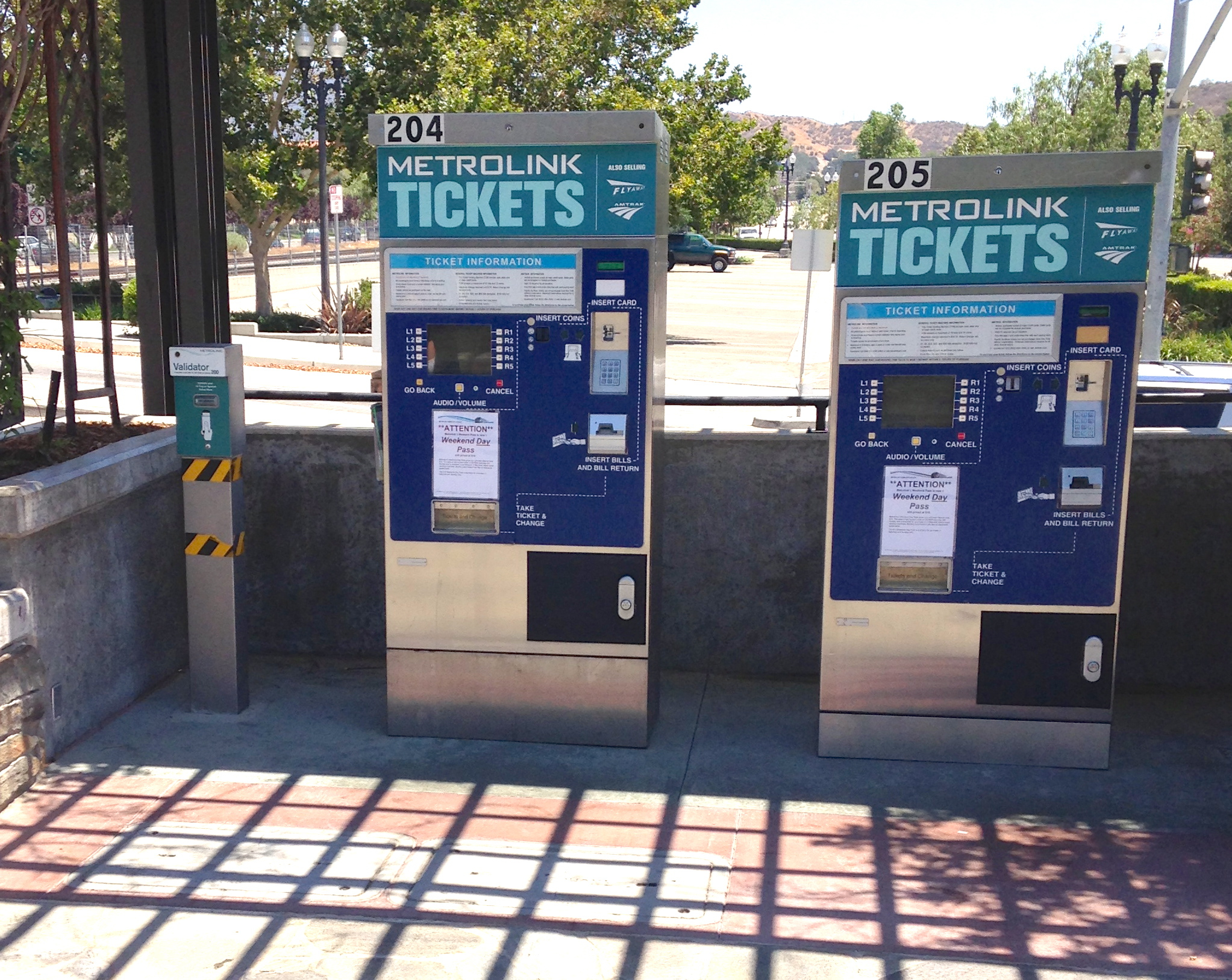
南加州都會鐵道售票機，該機亦發售美國國鐵和遠飛巴士（FlyAway Bus，至洛杉磯國際機場）的車票

南加州都會鐵道採用固定票價加距離票價的制度，乘客根據乘車經過站數票價不同，目前為每站0.25美元。
持特殊票證的乘客可以免費乘坐南加州都會鐵道列車，以及洛杉磯市和橙縣的大部份公交。此外，持有洛杉磯，文圖拉，橙縣月票的乘客可通過“鐵路至鐵路”的計劃搭乘美鐵“太平洋衝浪者號”和美鐵巴士。票價在每年7月會有所上漲。上漲幅度在3.5%至5%之間，大部份是由於燃料價格波動和人力成本上升造成的，偶爾因為線路整修會造成較大幅度的上漲。2003年國際原油價格上漲，南加州鐵道的票價亦因採用柴油機引擎而水漲船高。
2011年7月，南加州都會鐵道公布發售週末票，票價10元。持週末票的乘客可以無限制在週六日兩天內乘坐列車。這是南加州都會鐵道首次發售無限制乘車票。但是隨著運營成本的提高，2013年7月，當局停售週末票，改為“周末日票”，持票者僅能在週六/日中的一天無限制乘車。周末日票的適用範圍亦擴展到其他一些地面公共交通系統。

## 歷史

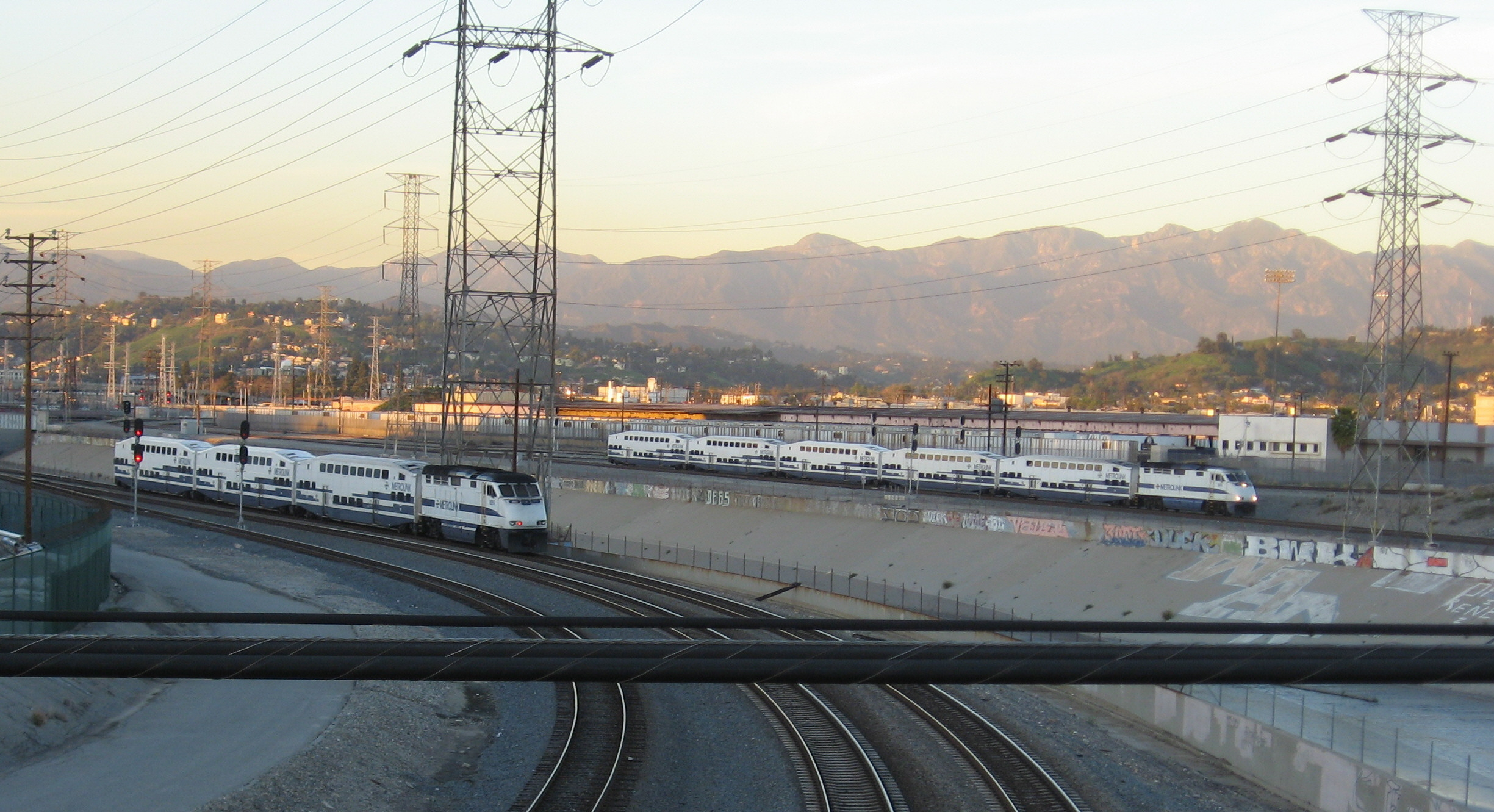
晚高峰時聯合車站收發MetroLink列車的場景

1990年南加州鐵路地區管理局的前身機構斥資4.5億美元向南太平洋鐵路購買了總長175英里（282公里）的線路及附屬車輛段和鐵路車站。同年，這些機構亦以1700萬美元的價格從聯合太平洋鐵路手中買斷了聯合車站的使用權（聯合車站本身為洛杉磯郡都會運輸局資產）。1991年南加州鐵路地區管理局成立。1992年10月26日起文圖拉縣線，聖塔克拉利塔線和聖貝納迪诺線開始營運（聖塔克拉利塔線後更名為羚羊山谷線），運營方為美國國鐵。
河濱線和橙縣線相繼於1993年和1994年開始運營。首條從郊區開往郊區的線路內陸帝國－橙縣線於1995年開通。2002年，91線開通，成為今天的MetroLink系統。
2004年，南加州都會鐵道對資費系統進行調整，從原按區收費轉變為按距離收費。2005年，MetroLink營運改由威立雅運輸承擔。2005年，橙線交通局決定將橙縣線和內陸帝國－橙縣線的班次於2009年增加到每日76次，所需資金從M類交通運輸消費稅中抽調。該方案最終於2006年11月投票通過。MetroLink原計劃在约巴林达新建車站，但由於當地居民反對而於2005年廢除。
2008年7月，南加州都會鐵道上座率比上年增長16%， 但隨即而來的查茨沃思鐵路事故卻造成26死126傷的慘劇。南加州都會鐵道立即加強安全工作，鐵路司機禁止在工作中使用手機，並且在崗位上加裝攝像頭以監督司機操作。2009年通過的美國復興投資法案使得南加州鐵道獲得一筆資金用於加裝列車主動控制系統（PTC）來避免列車相撞事故。 2010年，部分列車開始換裝新型吸能型車廂以保護乘客， 同年7月，美國國鐵和南加州鐵路地區管理局續約， 2009年最後一個季度總客流量為38,400人次。

## 使用車輛
- 易安迪 F40PH型柴電機車
- 易安迪 F59PH型柴電機車
- 易安迪 F59PHI型柴電機車
- 移動動力（英语：MotivePower） MP36PH-3C柴電機車
- 易安迪 F125型柴電機車（英语：EMD F125）